# Alfonso Gianni
Alfonso Gianni (Milano, 6 febbraio 1950) è un politico italiano, occasionalmente anche saggista.

## Biografia
Orfano di padre in giovane età, a diciotto anni perse anche la madre, di origine russa. Dopo la maturità scientifica, lavorò come politico di professione e redigendo articoli giornalistici.

### Attività politica e sindacale
Dopo avere contribuito allo sviluppo del Movimento Studentesco dell'Università Statale di Milano, cui era iscritto pur non avendo portato a compimento gli studi, fece parte del MLS, Movimento Lavoratori per il Socialismo, di cui è stato vicesegretario nazionale, poi confluito nel PdUP per il comunismo e in seguito nel Partito Comunista Italiano. È stato eletto deputato nelle liste del PdUP nel 1979 e, sempre come esponente del PdUP per il comunismo, nelle liste del PCI nel 1983. Contrario alla "svolta della Bolognina" di Achille Occhetto, nel 1991 aderì a Rifondazione Comunista, con cui tornò alla Camera dei deputati nel 2001. Eletto con il sistema proporzionale nella circoscrizione Lombardia 2, nella XIV ha fatto parte della XI commissione (lavoro pubblico e privato).
Alle elezioni politiche del 2006 ha ricevuto un nuovo mandato parlamentare alla Camera, essendo stato eletto nella circoscrizione Lombardia 2. Dal 18 maggio del 2006 è sottosegretario allo Sviluppo Economico nel secondo governo Prodi.
Alle elezioni politiche del 2008 non è stato rieletto in Parlamento a seguito della debacle della Sinistra Arcobaleno. Molto competente sui temi di natura economica, a cui dedica i frequenti editoriali che scrive per alcuni quotidiani della sinistra. In passato è stato editorialista di Liberazione. A seguito dell'ultimo congresso del partito della Rifondazione Comunista è uscito dal partito per confluire in Sinistra Ecologia Libertà che fa capo a Nichi Vendola.
Sul finire del 2012 lascia SEL per le "ambiguità sul fiscal compact" dovute all'alleanza col Partito Democratico e passa a sostenere Rivoluzione Civile.
Nel 2014 entra a far parte del coordinamento nazionale de L'Altra Europa con Tsipras.
È direttore della Fondazione Cercare Ancora, presieduta da Fausto Bertinotti, a cui è sempre stato molto vicino, tanto da essere considerato il suo "braccio destro", e con il quale ha scritto numerosi libri.

## Opere
- Le due sinistre, con Fausto Bertinotti, Milano, Sperling & Kupfer, 1997. ISBN 88-200-2498-5
- Pensare il '68, con Fausto Bertinotti, Milano, Ponte alle Grazie, 1998. ISBN 88-7928-418-5
- Le idee che non muoiono, con Fausto Bertinotti, Milano, Ponte alle Grazie, 2000. ISBN 88-7928-421-5
- Per una pace infinita, con Fausto Bertinotti, Milano, Ponte alle Grazie, 2002. ISBN 88-7928-503-3
- L'Europa delle passioni forti, con Fausto Bertinotti, Milano, Ponte alle Grazie, 2005. ISBN 88-7928-617-X
- Goodbye liberismo. La resistibile ascesa del neoliberismo e il suo inevitabile declino, Milano, Ponte alle Grazie, 2009. ISBN 978-88-6220-014-1.